# Тріумф (російська премія)
Пр́емія «Тріу́мф» — перша недержавна російська нагорода в галузі найвищих досягнень літератури і мистецтва, заснована в 1991 році. Вручають її з 1992 року. Авторка проєкту премії й художня координаторка журі і генеральна директор фонду «Тріумф-ЛогоВАЗ» (на час створення) — письменниця Зоя Богуславська.
Засновник нагороди — Фонд «Тріумф-Логоваз», що його створив Борис Березовський. На час заснування він був головою опікунської ради фонду. Щорічно присуджуються п'ять премій за досягнення в різних видах літератури та мистецтва, в тому числі одна — літературна. Журі премії самостійно визначає номінантів.
Вручають цю нагороду в Москві, в Музеї образотворчого мистецтва імені Олександра Пушкіна. Лауреат отримує статуетку «Золотий ельф» роботи дизайнера-ювеліра Олексія Солдатова (Alex Soldier) за ескізом Ернста Неізвєстного і грошову винагороду, еквівалент якої становить п'ятдесят тисяч доларів США.

## Порядок присудження премії
Згідно з Положенням про присудження премії, лауреатом може стати «представник будь-якої галузі мистецтва, що зробив видатний внесок у російську культуру або що походить корінням від неї, незалежно від місця проживання та громадянства». Премію можуть одержати громадяни не лише Росії, але й інших держав. У різні роки лауреатами ставали громадяни Грузії, Естонії, Латвії, Білорусі та України.
Єдиним відступом від «Положення…» стало присудження «Тріумфу» журналістові Юрієві Росту, якого не можна зарахувати до представників певної галузі мистецтва.
Члени журі висувають кандидатури лауреатів, а тоді обговорюють їх на закритому засіданні. Голову журі переобирають кожного року. Імена лауреатів оголошуються на початку грудня, а сама церемонія відбувається в січні наступного року. У 1992-2009 роках лауреатами премії ставали 4-6 осіб, а в 2010 р. було тільки три. Зі слів Зої Богуславської, «такі були результати голосування».
Поряд з «Великим Тріумфом» з 2000 року присуджується так званий «Малий», або «Молодіжний Тріумф». Кожний з членів журі може висунути на нього свого лауреата без обговорення. Лауреати «Молодіжного Тріумфу» отримують «Золотого ельфа» й суму, еквівалентну п'яти тисячам доларів США.

## Лауреати премії

### 1992
- публіцист Сергій Аверинцев;
- балерина Ніна Ананіашвілі;
- художник Дмитро Краснопевцев;
- театральний режисер Лев Додін;
- акторка Тетяна Шестакова;
- композитор і піаніст Альфред Шнітке.

### 1993
- поетеса Белла Ахмадуліна;
- акторка Інна Чурикова;
- письменник Михайло Жванецький;
- кінорежисер Отар Іоселіані;
- музикант Святослав Ріхтер.

### 1994
- письменник Віктор Астаф'єв;
- диригент Євген Колобов;
- актор Олег Меньшиков;
- кінооператор Вадим Юсов;

### 1995
- письменник Юрій Давидов;
- кінорежисерка Кіра Муратова;
- мультиплікатор Юрій Норштейн;
- хореограф Борис Ейфман.

### 1996
- письменник Володимир Войнович;
- сценарист Резо Габріадзе;
- піаніст Євген Кісін;
- письменник Леонід Філатов;
- кінорежисер Рустам Хамдамов;

### 1997
- письменниця Світлана Алексієвич;
- музикант Борис Гребенщиков;
- режисер-документаліст Віктор Косаковський;
- хореограф Ігор Мойсеєв;
- композитор Арво Пярт.

### 1998
- режисер Олексій Герман-старший;
- письменник Фазіль Іскандер;
- композитор Гія Канчелі;
- балерина та мистецтвознавиця Віра Красовська;
- театральний режисер Юрій Любимов.

### 1999
- письменник Василь Биков;
- драматург Олександр Володін;
- диригент Валерій Гергієв;
- акторка Марина Нейолова;
- артист цирку В'ячеслав Полунін.

### 2000
- театральний режисер Анатолій Васильєв;
- художник Ігор Попов;
- скрипаль та диригент Ґідон Кремер;
- поетеса Юнна Моріц
- балерина Майя Плісецька;
- журналіст Юрій Рост.

Вперше лауреатами молодіжної премії «Тріумф» стали: Поліна Агуреєва — акторка театру, Наталя Балахничева — балерина, Карен Газарян — театральний критик, Максим Галкін — виконавець сатиричних новел, Катерина Голіцина — фотомайстриня, Євген Гришковець — драматург, виконавець, Андрій Дойников — піаніст, ксилофоніст, Марина Жукова — солістка опери, Дмитро Ілугдін — піаніст, виконавець на синтезаторі, Діна Корзун — акторка театру та кіно, Віра Костіна — художниця-графікеса, Олексій Кравченко — актор театру та кіно, Ірина Ліндт — акторка театру та кіно, Олексій Лундін — скрипаль, Андрій Лисиков («Дельфін») — поет, виконавець пісень, Олена Невежина — театральна режисерка, Галина Тюніна — акторка театру та кіно, Чулпан Хаматова — акторка театру та кіно, Євген Шестаков — письменник-сатирик, Гліб Шульпяков — поет.

### 2001
- кінорежисер Георгій Данелія;
- актор Євген Миронов;
- письменниця Тетяна Толста;
- театральний режисер Петро Фоменко;
- акторка Аліса Фрейндліх.

Володарі молодіжної премії «Тріумф»: художники Андрій Бартенєв та Ігор Козлов, сценаристка та акторка Рената Литвинова, поетеса Альбіна Абсалямова і поет Санджар Янишев, режисер театру і кіно Кирило Серебренніков, театральний режисер Міндаугас Карбаускіс, акторка театру Ганна Дубровська, піаністи Мирослав Култишев, Поліна Осетинська та Олександр Мельников, скрипальки Олена Ревич та Юстина Аполлонська, балерини Світлана Лунькіна та Олександра Тимофеєва, скульптор Максим Малашенко, акторка Юлія Новикова, актор Олексій Панін, співак Дмитро Корчак та композитор Олександр Чернишов [Архівовано 29 квітня 2014 у Wayback Machine.] (автор симфонічного гимну «Нова Росія», що звучить на церемонії нагородження лауреатів).
Гимн « Тріумф» (фрагмент)

### 2002
- віолончелістка Наталія Гутман;
- письменниця Людмила Петрушевська;
- художниця Наталія Нестерова;
- кінорежисер Олександр Сокуров;
- скрипаль Віктор Третьяков.

Лауреатами молодіжної премії «Тріумф» стали: актори Максим Аверін, Олександр Усов і Олексій Колган, акторки Теона Дольникова, Світлана Тимофєєва-Летуновська, Олена Морозова та Наталія Щукіна, скрипалі Єлизавета Рибенцева, Микола Алтинов і Фелікс Лахуті, піаніст Сергій Соболєв, віолончеліст Олександр Бузлов, артист балету Роман Артюшкін, солістка балету Катерина Шипуліна, театральний художник Микола Симонов, виконавець російських романсів Олег Погудін, композитор Лев Слепнер, поетеса Олена Ісаєва, журналіст Михайло Козирев і критикиня Алла Шендерова.

### 2003
- актор та режисер Олексій Баталов;
- композитор та диригент Олег Лундстрем;
- диригент Юрій Темірканов;
- артист балету Микола Цискарідзе;
- поетеса Олена Шварц.

Молодіжну премію «Тріумф» вручили: кінорежисеру Петрові Буслову, театральній режисерці Ніні Чусовій, акторам Маратові Башарову та Ігореві Петренку, акторці Вікторії Толстогановій, акторові та драматургу Іванові Вирипаєву, поетові Павлові Чечоткіну, поетесам Лінор Горалик та Інзі Кузнецовій, співачці, композиторці та авторці пісень Земфірі, гобоїсту Дмитрові Булгакову, вокалістці Шурі Шерлінг, саксофоністці Асі Фатєєвій, піаністці Катерині Мечетіній і Олександрі Соломіній, художницям Юлії Гукової та Наталії Ситниковій, балерині Христині Кретовій та солістові балету Сергієві Смирнову.

### 2004
- кінорежисер Марлен Хуцієв;
- художник та сценограф Сергій Бархін;
- балерина Уляна Лопаткіна;
- театральний режисер Кама Гінкас;
- хормейстер Віктор Попов.

Лауреати молодіжної премії: Діана Арбеніна — композиторка й поетеса, солістка гурту «Нічні снайпери», Ксенія Башмет — піаністка, Микита Власов — акордеоніст, Ігор Волошин — кінорежисер, Ігор Горський — композитор та піаніст, Андрій Денников — актор, режисер, художник ляльок, Михайло Євланов — актор кіно, Ольга Золотова — піаністка, Юрій Колокольников — актор театру та кіно, Поліна Кутепова — акторка театру та кіно, Міранда (Міранда Міріанашвілі) — співачка, Ганна Нікуліна — балерина, Інга Стрелкова-Оболдіна — акторка театру та кіно, Кирило Пирогов — актор театру та кіно, Ольга Полторацька — співачка (сопрано), Ксенія Раппопорт — акторка театру та кіно, Марія Суворова — художниця, Дмитро Тонконогов — поет, Вадим Холоденко — піаніст, Дмитро Черняков — режисер.

### 2005
- режисер Марк Захаров;
- піаніст Михайло Плетньов;
- кінорежисер Петро Тодоровський;
- художник Олег Целков;
- поет Олег Чухонцев.

Лауреатами молодіжної премії «Тріумф» стали: Марія Ботева — прозаїкиня, Тетяна Васильєва — віолончелістка, Маріанна Гейден — поетеса, Олександр Демахін — драматург, Павло Дерев'янко — актор, Сергій Карякін — актор, Ася Корепанова — піаністка, Анна Королева — саксофоністка, Євгенія Крюкова — акторка, Михайло Мартинюк — танцюрист, Олексій Огрінчук — гобоїст, Анна Окунєва — балерина, Володимир Панков — актор, Євген Писарев — актор, Олександр Расторгуєв — кінорежисер-документаліст, Павло Санаєв — прозаїк, Анастасія Хохрякова — художниця, Едуард Чекмазов — актор, Юрій Чурсін — актор, Ростислав Шараєвський — ударник.

### 2006
- музикант Юрій Шевчук;
- композиторка Софія Губайдуліна;
- кінорежисер Ельдар Рязанов;
- актор Богдан Ступка.

Молодіжний «Тріумф» отримали: соліст балету Великого театру Іван Васильєв, актори театру і кіно Марина Александрова, Тимур Боканча, Яна Єсипович, Наталя Курдюбова, Яна Сексте, Артур Смольянінов, прозаїки Лаша Бугадзе та Євген Абдуллаєв (вірші та прозу публікує під псевдонімом Сухбат Афлатун), піаністи Володимир Гур'янов, Олексій Чернаков, органістка Анастасія Черток, кінорежисер Павло Лобан, скрипаль Влад Оганесьянц, балерина Наталія Сомова, режисер-документаліст Євген Григор'єв, письменник і кінокритик Антон Долін.

### 2007
- сценарист та письменник Юрій Арабов;
- композитор Олексій Рибников;
- мультиплікатор Олександр Петров;
- театральний художник Едуард Кочергін.

Молодіжну премію «Тріумф» присуджено: гобоїсту Сергієві Фіноєдову, флейтисту Артемові Науменку, піаністці Ксенії Зінов'євій, скрипальці Олені Баєвій, співачкам Юліанні Рогачовій, Катерині Бакановій та Пелагії Хановій (Пелагеї), солістові балету Робертові Габдулліну, балерині Олені Кабановій, акторам Степанові Морозову і Дмитрові Волкову, авторам документальних фільмів Павлові Костомарову й Антуанові Каттіну, акторкам Ірині Максимкіній, Алісі Гребенщиковій і Ірині Пеговій, режисерці монтажу Дарині Даниловій, кінорежисерам Ганні Мелікян, Борисові Хлєбникову та Олексієві Попогребському.

### 2008
Лауреатами 2008 року стали:
- режисер Борис Покровський;
- піаніст Олександр Мельников;
- художниця Тетяна Назаренко;
- актори Костянтин Райкін і Олег Янковський.

Молодіжну премію отримали: Костянтин Богомолов — театральний режисер, Степан Шушкалов — кінорежисер, Федір Лясс — оператор, Євген Стичкін — актор, акторки Єлизавета Боярська, Олена Великанова, Вікторія Ісакова та Олена Калініна, Сергій Конан — театральний критик, Юлія Ванюшина — піаністка, Борис Андріанов — віолончеліст, Михайло Мерінг — кларнетист, Анжеліна Воронцова — балерина, Артем Овчаренко — соліст балету, Олександр Кулаков — артист цирку (жонглер), співачки Христина Кузнецова і Юлія Лежнева, а також філологиня Марина Смирнова.

### 2009
Лауреатами 2009 року стали:
- хормейстер Володимир Мінін;
- письменник Євген Попов;
- історик театру Анатолій Смелянський;
- композитор Володимир Тарасов;
- оперний режисер Дмитро Черняков.

Лауреатами молодіжної премії були названі: солістки опери Катерина Щербаченко і Анна Аглатова, джазовий барабанщик Петро Івшин, поетеси Ганна Русс і Таїсія Лаврищева (Тая Ларіна), актори Дмитро Куличков, Петро Федоров, Марія Машкова, Ольга Сутулова, Наталія Швець, Ксенія Лаврова-Глинка і Катерина Мигицько, режисерка театру Олеся Невмержицька, фотограф Арсеній Гробовников, акторка і композиторка Ганна Соловйова-Друбич, композиторка й піаністка Арпіне Калініна, солістка балету Дарія Хохлова, соліст опери Василь Ладюк, художники Борис Канторович і Володимир Маркін (він же дизайнер та ювелір).

### 2010
Лауреатами премії 2010 року стали:
- режисер-аніматор Гаррі Бардін,
- оперна співачка Хібла Герзмава,
- письменник В'ячеслав П'єцух.

Молодіжну премію присуджено: акторкам Світлані Колпаковій (Московський художній театр імені Антона Чехова), Надії Тележинській (Московський драматичний театр на Малій Бронній), акторам Ігореві Коняхіну («Ленком»), Ігореві Хрипунову (МХТ імені Антона Чехова), Антонові Шагіну («Ленком»), театральному режисерові Дмитрові Єгорову, співачкам Алевтині Яровій (сопрано, Великий театр), Наталії Тереховій, Анастасії Белуковій, солістові балету Великого театру Владиславу Лантратову, письменниці Алісі Ганієвій (псевдонім Гулла Хірачев), піаністові Миколі Медведєву, диригенту Костянтинові Чудовському («Гелікон-опера»), альтистові Андрію Усову, художниці кіно Марфі Ломакіній, художнику-аніматору Антонові Кокареву, скульптору Іванові Балашову та тринадцятирічній поетесі Ксенії Станишевській.

## «Тріумф-Наука»
У 2000 році Фонд «Тріумф — Нове століття» заснував наукову премію, яку вручають російським вченим, що провадять фундаментальні та теоретичні дослідження, за «вагомий внесок у розвиток вітчизняної та світової науки». Склад журі формується спільно з Президією Російської академії наук. У його склад входять ректор МДУ Віктор Садовничий, директор Фізичний інститут імені Петра Лебедєва РАН Геннадій Мєсяц, голова Інституту загальної історії РАН Олександр Чубар'ян, віце-президенти РАН Микола Лаверов та Анатолій Григор'єв. Головою журі є академік Юрій Рижов. Грошовий еквівалент премії становить п'ятдесят тисяч доларів США.
| Рік  | Лауреати                | Галузь                       |
| ---- | ----------------------- | ---------------------------- |
| 2003 | Олександр Андреєв       | Фізико-математичні науки     |
| 2003 | Генріх Новожилов        | Технічні науки               |
| 2003 | Володимир Тартаковський | Хімія і науки про матеріали  |
| 2003 | Олег Газенко            | Науки про життя і медицина   |
| 2003 | Борис Соколов           | Науки про Землю              |
| 2003 | Григорій Бонгард-Левін  | Гуманітарні науки            |
| 2005 | Євген Аврорін           | Фізико-математичні науки     |
| 2005 | Олександр Коновалов     | хімія та науки про матеріали |
| 2005 | Олександр Спірін        | Науки про життя та медицина  |
| 2005 | Горимир Чорний          | Механіка і технічні науки    |
| 2005 | Олексій Конторович      | Науки про Землю              |
| 2005 | Анатолій Дерев'янко     | Гуманітарні науки            |
| 2006 | Юрій Каган              | Фізико-математичні науки     |
| 2006 | Микола Плате            | Хімія і науки про матеріали  |
| 2006 | Анатолій Григор'єв      | Науки про життя і медицина   |
| 2006 | Аркадій Шипунов         | Механіка і технічні науки    |
| 2006 | Микола Юшкін            | Науки про Землю              |
| 2006 | Ясен Засурський         | Гуманітарні науки            |
| 2007 | Сергій Нікольський      | Фізико-математичні науки     |
| 2007 | Олег Чупахін            | Хімія і науки про матеріали  |
| 2007 | Вадим Агол              | Науки про життя і медицина   |
| 2007 | Георгій Бюшгенс         | Механіка і технічні науки    |
| 2007 | Гліб Добровольський     | Науки про Землю              |
| 2007 | Ірина Антонова          | Гуманітарні науки            |
| 2008 | Олексій Фрідман         | Фізико-математичні науки     |
| 2008 | Марат Тищенко           | Механіка і технічні науки    |
| 2008 | Олександр Лисицин       | Науки про Землю              |
| 2008 | Михайло Давидов         | Науки про життя і медицина   |
| 2008 | Теодор Ойзерман         | Гуманітарні науки            |
| 2008 | Анатолій Бучаченко      | Хімічні науки                |
| 2009 | Андрій Славнов          | Фізико-математичні науки     |
| 2009 | Федір Решетников        | Хімія і науки про матеріали  |
| 2009 | Юрій Наточин            | Науки про життя і медицина   |
| 2009 | Володимир Титов         | Механіка і технічні науки    |
| 2009 | Олег Богатиков          | науки про Землю              |
| 2009 | Сігурд Шмідт            | Гуманітарні науки            |
| 2010 | Валерій Козлов          | Фізико-математичні науки     |
| 2010 | Генріх Толстиков        | Хімія і науки про матеріали  |
| 2010 | Андрій Воробйов         | Науки про життя і медицина   |
| 2010 | Віктор Легостаєв        | Механіка і технічні науки    |
| 2010 | Сергій Федотов          | Науки про Землю              |
| 2010 | Євген Примаков          | Гуманітарні науки            |